# Saint-Léonard, Marne
Saint-Léonard är en kommun i departementet Marne i regionen Grand Est (tidigare regionen Champagne-Ardenne) i nordöstra Frankrike. Kommunen ligger i kantonen Reims 7e Canton som tillhör arrondissementet Reims. År 2022 hade Saint-Léonard 100 invånare.

## Befolkningsutveckling
Antalet invånare i kommunen Saint-Léonard
| Referens: INSEE |